# Skövde högre allmänna läroverk
Skövde högre allmänna läroverk var ett läroverk i Skövde verksamt från 1867 till 1968.

## Historia
Skolan föregick av Skövde trivialskola som omkring 1867 ombildades till ett (lägre) elementarläroverk som 1879 benämndes Skövde lägre allmänna läroverk. Ur denna uppstod 1905 en realskola, med ett kommunalt gymnasium.
1928 blev skolan Skövde högre allmänna läroverk. Skolan kommunaliserades 1966 och namnändrades därefter till Västerhöjdsgymnasiet. Studentexamen gavs från 1913 till 1968 och realexamen från 1907 till 1962.
Skolbyggnaden tillkom 1929–1930 och användes fram till 2022 av kommunala musikskolan. 2023 gjordes omfattande renoveringar av Skolbyggnaden (G-huset) och det är Vuxenutbildningen med Vård- och omsorgsutbildningar och Yrkeshögskola (YH) som har lokalerna. Den större byggnaden (F-huset) är också under ombyggnad och har sedan många år använts av Vuxenutbildningen i allmänna teoretiska ämnen på grund- och gymnasienivå, Lärvux samt SFI.